# Gornje Brijanje
Gornje Brijanje (izvirno srbsko Горње Бријање) je naselje v Srbiji, ki upravno spada pod Občino Bojnik; slednja pa je del Jablaniškega upravnega okraja.

## Demografija
V naselju živi 432 polnoletnih prebivalcev, pri čemer je njihova povprečna starost 48,7 let (46,2 pri moških in 51,0 pri ženskah). Naselje ima 182 gospodinjstev, pri čemer je povprečno število članov na gospodinjstvo 2,80.
To naselje je, glede na rezultate popisa iz leta 2002, večinoma srbsko.
|  |

| Demografija | Demografija     | Demografija     |
| Leto        | Št. prebivalcev | Št. prebivalcev |
| ----------- | --------------- | --------------- |
|             |                 |                 |
|             |                 |                 |
|             |                 |                 |
|             |                 |                 |
| 1948        | 979             |                 |
| 1953        | 1013            |                 |
| 1961        | 959             |                 |
| 1971        | 923             |                 |
| 1981        | 614             |                 |
| 1991        | 641             | 636             |
| 2002        | 529             | 509             |
|             |                 |                 |

| Etnična sestava po popisu iz leta 2002 | Etnična sestava po popisu iz leta 2002 | Etnična sestava po popisu iz leta 2002 | Etnična sestava po popisu iz leta 2002 | Etnična sestava po popisu iz leta 2002 |
| -------------------------------------- | -------------------------------------- | -------------------------------------- | -------------------------------------- | -------------------------------------- |
| Srbi                                   | Srbi                                   |                                        | 507                                    | 99,60%                                 |
| Hrvati                                 | Hrvati                                 |                                        | 1                                      | 0,19%                                  |
| Slovaki                                | Slovaki                                |                                        | 1                                      | 0,19%                                  |
| Neznano                                | Neznano                                |                                        | 0                                      | 0,0%                                   |